# Pyrestes rugosa
Pyrestes rugosa là một loài bọ cánh cứng trong họ Cerambycidae.